# Аушев, Башир-Хаджи Магомедович
А́ушев Баши́р-Хаджи́ Магомедо́вич (ингуш. Овшанаькъан Мухьмада Башир-Хьажа; 12 августа 1959, Сурхахи, ЧИАССР — 8 октября 2002, Сурхахи, Республика Ингушетия) — ингушский религиозный и политический деятель, исламский богослов, депутат Народного Собрания Республики Ингушетия I и II созывов.

## Биография

### Детство
Родился и вырос в селении Сурхахи Чечено-Ингушской АССР. Еще в юном возрасте начал получать религиозные знания от своего первого наставника муллы Барахоева Ахмеда, только вернувшегося из ссылки. Башир с детства был приучен к углубленному изучению религиозных норм. Так, изучение Корана у богословов Ахмеда Барахоева и Дзяудина Муцольгова он начал будучи шестиклассником. Обучение священному писанию и арабской грамоте у Башира вызывали особый интерес. Учеба осуществлялась тайно, так как такая деятельность ограничивалась политической идеологией.

### Образование
В Сурхахах Башир окончил 9 классов. В 1974 году поступил в медресе «Мир араб» в городе Бухара, сдав на «отлично» вступительные экзамены. После первого года учебы в медресе его, как отличника, приняли без экзаменов в Ташкентский исламский институт имени Имама Аль-Бухари. Спустя 5 лет учебы в 1980 году он получил диплом по специальности «Имам-Хатыб богослов» и был назначен имамом в родном селе Сурхахи. В 1986 г. Башир Аушев поступил в Амманский государственный университет на шариатское отделение, однако завершить учебу не смог из-за военных действий в Иордании.

### Духовная деятельность
В стенах Бухарского медресе Башир Аушев познакомился с Ахматом Кадыровым. Впоследствии они вместе продолжили совершенствовать свои знания в Ташкентском исламском институте, а затем и на шариатском факультете Амманского исламского университета. После учебы их дружба не прекращалась. В 1990 году в селении Курчалой Чеченской Республики было открыто первое мусульманское медресе в регионе, куда Башир-хаджи с помощью Ахмата Кадырова смог устроить учиться многих ингушских детей.
 У себя на родине Башир стал известен как активный примиритель кровников. Благодаря его личному вмешательству в республике были улажены десятки конфликтов, возникших на почве кровной мести. В 1983 году несмотря на ограничения коммунистического режима Башир Аушев совершил паломничество в Мекку. Как оказалось он стал одним из первых из числа ингушей и чеченцев совершивших хадж со времен установления советской власти. В ходе паломничества он получил в дар от хранителя мечети Масджид аль-Харам фрагмент строения Каабы из мекканского гранита и частицу покрывала Каабы из черного шёлка. Данные реликвии Башир с почестями привез на Родину и хранил в своем доме, где их могли увидеть люди, желавшие взглянуть на них и послушать рассказ о священных местах. Впоследствии Башир Аушев еще 8 раз совершал хадж в Саудовскую Аравию.
В 1984 и в 1987 гг. от мусульманского сообщества России Башир Аушев принимал участие в международном форуме «За выживание человечества» в Нью-Йорке.

### Политическая деятельность
24 февраля 1994 года Башир Аушев был избран депутатом Народного Собрания Республики Ингушетия I созыва, а 1999 году переизбран депутатом II созыва. Он являлся председателем комиссии парламента по межнациональным и международным отношениям, связям с общественными и религиозными объединениями. Курировал в комиссии вопросы религиозно-нравственного направления.

### Кончина
8 октября 2002 года Башир-Хаджи Аушев стал жертвой кровавого преступления — машина, в которой он ехал была обстреляна. Нападение было совершено в то время, когда Башир Аушев возвращался домой в село Сурхахи из столицы Ингушетии Магаса. На подъезде к селу, примерно в 15—20 километрах от Назрани, по его служебной «Волге» был открыт прицельный огонь из автоматов. Башир-Хаджи и водитель автомобиля Башир Нальгиев скончались на месте от полученных ранений. По факту совершенного убийства было заведено уголовное дело, однако имена участников нападения остаются неизвестными. Дело было приостановлено в связи с отсутствием подозреваемых лиц.

## Семья
Сын Усман Аушев — мэр Магаса в 2020—2023 годах.

## Память
- Указом Президента Республики Ингушетия М. М. Зязикова Башир-Хаджи Аушев награжден высшей наградой Ингушетии — орденом «За заслуги» (посмертно)
- В родном селе Сурхахи в честь Башир-Хаджи Аушева названы школа № 1 и улица, на которой он проживал.